# Монмут
Монмут (енгл. Monmouth, вел. Trefynwy) је град на југоистоку Велса. Налази се на реци Моноу. Седиште је грофовије Монмутшир. Град је смештен 58 км североисточно од Кардифа и 204 км западно од Лондона. Према попису из 2001, Има 8,877 становника.
У римско доба је ту била мала утврда, Блестиум, а град се утврдио након што су Нормани 1067. изградили дворац. Средњовековни мост са каменим вратима једини је преостали те врсте у Британији. Дворац је касније постао посед породице Ланкастер, и родно је место енглеског краља Хенрија V. Седиште грофовије Монмутшир постао је 1536.
Монмут је касније постао туристичко средиште, и сајамски град. Данас је трговинско и услужно средиште, и централно место образовних и културних активности за припадајуће рурално подручје.

## Историја
Археолошка истраживања спроведена на подручју Улице Моноу открила су обиље информација о раној историји града, па је Савет за британску археологију уврстио Монмут међу десет археолошки најзначајнијих градова у Британији.

### Римско раздобље
Прво познато насеље у Монмуту била је мала римска утврда Blestium, једна у мрежи војних база успостављених на границама римске управе. Била је повезана путем са већим римским градовима - Glevum (Глостер) и  Isca Augusta (Керлеон). Археолози су у данашњем центру града пронашли римску керамику и кованице. Током каснијег римског периода, између II и IV века, чини се да је био средиште прераде гвожђа.

### Средњи век
Након завршетка римске власти у Британији, ово је подручје било на јужном рубу велшког краљевства Ергинг. Једини доказ даљег насеља у Монмуту је запис о цркви из VII века, на непознатој локацији у граду, посвећеној велшком свецу Кадоку. Подручје је 1056. опустошио велшки принц Груфиддап Ливелин, идући с војском Велшана, Саксонаца и Данаца поразити Ралфа, грофа од Херефорда.
Након норманског освајања Енглеске 1066, грофовија Херефорд дата је Вилијаму Фицосберну из Нормандије, једном од најближих савезника Вилијама Освајача, који је био задужен да брани подручје од Велшана. Изграђен је нови дворац у Монмуту с доминирајућим погледом на околно поручје на сигурном одбрамбеном месту и са контролом над прелазима преко обеју река и подручним изворима обрадиве земље, дрва и минерала. Око дворца је израстао град, те је 1075. основан и бенедиктински приорат, који је вероватно једно време био седиште Џефрија од Монмута, редовника рођеног око 1100, и најпознатијег као аутора хронике Historia Regum Britanniae (Историја британских краљева). Град се помиње у Књизи страшног суда.
Током периода немира између присталица краља Хенрија III и барона који су тражили смањење његових овлашћења, град је 1233. био поприште битке између краљеве војске и трупе Ричарда Маршала, грофа од Пемброка. Дворац је касније проширио Хенријев син Едмунд, након што је 1267. постао гроф од Ланкастера. Око 1300. изграђене су градске зидине и утврђен мост на Моноуу. Мост стоји и данас, једини такав утврђени мост у Британији, и наводно један од само три слична прелаза у Европи.
Краљ Едвард II био је кратко затворен у дворцу у Монмуту, након што су га свргнули његова жена Изабела од Француске и њен љубавник Роџер Мортимер, гроф од Марча. Средином XIV века дворац и град дошли су у посед куће Ланкастер, кроз женидбу Џона од Гента с Бланш од Ланкастера. Џон од Гента је утврдио дворац, који је постао омиљена резиденција куће Ланкастер. Његов унук, рођен 1387. био је познат као Хенри од Монмута све до крунисања за краља. Хенријева победа у бици код Ажинкура забележена је у имену главног градског трга - Агинкорт трг, и његовим кипом испред Шајер Хола.
Након XIV века, град је постао познат по производњи вунених капа које носе име по Монмуту. Међутим, као гранични град, даљи је напредак био успорен након што су оближња подручја дошла под напад присталица Овен Глиндвира око 1405, иако сам Монмут није био нападнут.

### Након средњег века
Законом Хенрија VIII из 1536. уједињена је администрација Енглеске и Велса. Створен је нови округ на подручју западно од Глостершира и Херефордшира, с Монмутом као седиштем. Град је истовремено добио представништво у Енглеском Парламенту, а приорат је распуштен. Повељом краља Џејмса I из 1605, Монмут добија статус града. Изглед града на Спидовој мапи из 1610. лако је препознатљив и данашњим становницима, с главом осе јасно видљивом из дворца према главној - Моноу улици и према мосту. Моноу улица је типична трговачка улица, широка на средини, а ужа на крајевима, како би се спречио бег стоке.
Школу у Монмуту основао је Вилијам Џонс, 1614. током Енглеског грађанског рата дворац је три пута мењао власнике, а Оливер Кромвел прошао је туда током похода на дворац у Чепстоуу и Пемброку, 1648. Дворац је занемарен након рата, али град је наставио да напредује.
До краја XVIII века, град је постао популарно одредиште, нарочито за посетиоце који су ишли на излет бродом питорескном долином реке Вие. Песници Вилијам Вордсворт, Семјуел Колериџ, и Роберт Саутхеј, те сликар Џ. М. В. Тарнер, били су међу посетиоцима.

### XIX и XX век
Град је 1802. посетио адмирал Хорације Нелсон, који је знао важност овог шумовитог краја за снабдевање Британске морнарице дрветом. У његову част је изграђен Поморски храм на оближњем Кимин Хилу. Демонстранти Џон Фрост, Зепанаја Вилијамс и Вилијам Џоунс проглашени су 1840. кривима за издају, након нереда у Њупорту у којима је страдало 20 људи, те су осуђени да буду обешени, развучени и рашчетворни. Било је то последње изрицање такве казне у Британији. Пресуда је касније ублажена на депортацију у Тасманију.
Између 1857. и 1883. изграђене су четири железничке пруге које су ишле кроз Монмут, и све четири су затворене између 1917. и 1964. Крајем XIX и почетком XX века град је био блиско повезиван са породицом Ролс. Чарлс Ролс склопио је 1904. уговор о производњи аутомобила са Хенријем Ројсом, али је 1910. погинуо у авионској несрећи, те му је подигнут споменик на Агинкорт тргу. У цркви св. Марије је спомен-обележје страдалима на броду ХМС Монмут, ког су 4. новембра 1914. потопиле немачке крстарице код чилеанске обале, у бици код Коронела. Седам бродова Краљевске морнарице носило је име по Монмуту, укључујући и фрегату Типа 23 из 1991, која је још оперативна.
Монмут је током XX века био углавно миран градић; путничка железница престала је да саобраћа 1959, али су путне везе значајно побољшане са новом А40 обилазницом из 1966, као и каснијим повезивањем града на систем ауто-путева. Побољшане комуникације допринеле су развоју града, чија су се предграђа проширила преко река Вај и Моноу, премо југоистоку, западу и северу старог градског средишта.

## Привреда
Монмут се развио првенствено као сајамски град и пољопривредно средиште, пре него као индустријски центар. Прерада вуне била је значајна у његовом раном развоју и град је био средиште производње врло популарних капа које носе име по њему још од XV века. Монмут се историјски бавио прерадом гвожђа и лима, заједно с фабриком папира и житарица. Град је био важна речна лука, са складиштима и пристаништима уз реку Вај, која су касније уклоњена због градње обилазнице А40. Монмут је данас у првом реду средиште услужних делатности и туризма.

## Демографија
Према попису из 2001, Монмут има 8877 становника. Од тог броја, 1.760 (19,8%) имају 15 или мање година; 1.227 (13,8%) између 16 и 29 година; 1.687 (21,1%) између 30 и 44; 1.849 (20,8%) између 45 и 45; 1.386 (15,6%) између 60 и 74; и 968 (10,9%) имају 75 или више година. Укупан број становника порастао је са 5.504 из 1961. на 8.877 у 2001, што је пораст од 61% током 40 година.

## Религија
Према попису из 2001, 74,2% становника изјаснили су се као хришћани, а 16,7% не припада ниједној религији. Мањинске верске заједнице су муслимани (0,2%), сики (0,2%) и будисти (0,2%).
Црква св. Марије прва је католичка црква у Велсу изграђена након реформације. Њена изградња уследила је након укидања закона против католика 1778.

## Партнерски градови
- Карбон
- Валдброн